# P·S·拉加万
P·S·拉加万（1955年7月19日—），全名蓬迪·斯里尼瓦桑·拉加万（英語：Pundi Srinivasan Raghavan），印度前外交官，曾任印度驻俄罗斯大使、印度驻爱尔兰大使、印度驻捷克大使和印度驻胡志明市总领事等职务。

## 經歷
P·S·拉加万生於1955年7月19日。1975年毕业于德里大学圣斯蒂芬学院，获物理学荣誉学士学位，并于1978年在班加罗尔印度科学学院获得电子与通信工程学士学位。1979年，加入印度外事服务。
1979年至1994年间，拉加万大使在多个印度驻外使团中担任外交职务，包括苏联莫斯科、波兰华沙和英国伦敦，其间还多次回到外交部任职。
1994年10月至1997年9月，任印度駐胡志明市總領事。1997年，出任印度驻南非比勒陀利亚副高级专员。2000年至2004年，担任新德里总理办公室的联秘，负责外交事务、原子能、航天、国防和国家安全领域。2004年至2007年，任印度驻捷克大使。2007年至2011年，任印度驻爱尔兰大使。2012年1月，他被任命为印度外交部新成立的发展合作管理部門负责人，负责确保印度对发展中国家的经济合作计划的高效实施。
拉加万曾担任环印度洋地区合作联盟部长级会议（2011年11月，班加罗尔）和金砖国家峰会（2012年3月，新德里）的首席协调员。2012年8月，他被任命为印度政府驻苏丹和南苏丹特别特使。2013年3月，他晋升为特别秘书，负责发展合作管理局及外交部的行政、机构及相关事务部门。同年10月，他被任命为经济关系秘书，并继续负责外交部行政及相关事务部门的工作。
2013年10月28日，被任命爲印度駐俄羅斯大使。2014年至2016年，任印度驻俄罗斯大使。

## 个人生活
他的兴趣包括阅读以及对各种体育运动的浓厚关注，并参与一些运动。与妻子芭芭拉·拉加万育有两子。